# HMS G8
HMS G8 – brytyjski okręt podwodny typu G. Zbudowany w latach 1914–1916 w Vickers, Barrow-in-Furness. Okręt został wodowany 1 maja 1916 roku i rozpoczął służbę w Royal Navy 30 czerwca 1916. 
W 1916 roku dowodzony przez Lt. Cdr Charlesa de Burgha okręt należał do Dziesiątej Flotylli Okrętów Podwodnych (10th Submarine Flotilla) stacjonującej w Blyth. Jego zadaniem podobnie jak pozostałych okrętów klasy G było patrolowanie akwenów Morza Północnego w poszukiwaniu i zwalczaniu niemieckich U-Bootów.
14 stycznia 1918 roku dowodzony przez Lt. J. Tryona HMS G8 zaginął na Morzu Północnym.